# Halicampus macrorhynchus
Halicampus macrorhynchus es una especie de pez de la familia Syngnathidae en el orden de los Syngnathiformes.

## Morfología
Los machos pueden alcanzar 18 cm de longitud total.

## Reproducción
Es ovovivíparo y el macho transporta los huevos en una bolsa ventral, la cual se encuentra debajo de la cola.

## Hábitat
Es un pez de mar y de clima tropical y asociado a los arrecifes de coral que vive entre 3-25 m de profundidad.

## Distribución geográfica
Se encuentra al norte del Mar Rojo (Golfo de Suez y Golfo de Aqaba), Indonesia Australia (Queensland) Papúa Nueva Guinea (Port Moresby), Nueva Bretaña y las Islas Salomón (Guadalcanal ).